# Neuilly-en-Sancerre
Neuilly-en-Sancerre település Franciaországban, Cher megyében. Lakosainak száma 246 fő (2022. január 1.). Neuilly-en-Sancerre La Chapelotte, Crézancy-en-Sancerre, Humbligny, Neuvy-Deux-Clochers és Sens-Beaujeu községekkel határos.

## Népesség
A település népességének változása:
| Lakosok száma | 304  | 252  | 192  | 235  | 235  | 249  | 253  | 255  | 252  | 246  |
|               | 1968 | 1982 | 1990 | 2006 | 2013 | 2015 | 2017 | 2019 | 2020 | 2022 |